# Herb Barczewa
Herb Barczewa – jeden z symboli miasta Barczewo i gminy Barczewo w postaci herbu.

## Wygląd i symbolika
Herb przedstawia dwa białe anioły ze złotymi skrzydłami na błękitnym tle. Unoszą się nad zielonym wzgórzem i trzymają między sobą złotą mitrę biskupią.